# Major League Soccer
De Major League Soccer (MLS) is een professionele mannenvoetbalcompetitie van de Voetbalbond van de Verenigde Staten die het hoogste niveau van zowel de Verenigde Staten als Canada vertegenwoordigt.
De competitie bestaat sinds 2025 uit 30 clubs, 27 uit de Verenigde Staten en 3 uit Canada. De reguliere competitie loopt van maart tot half oktober, waarbij elk team 34 wedstrijden speelt. Het team dat na het einde van het seizoen op de eerste plaats staat, wint de MLS Supporters' Shield.
Nadat er twee klassementen opgesteld worden van het reguliere seizoen – de Eastern Conference en de Western Conference – spelen de beste twaalf (zes van elke conferenctie) de play-offs om de MLS Cup. Daarnaast wordt er ook nog om andere bekers gespeeld, waaronder de US Open Cup. De verschillende (beker)winnaars kwalificeren zich voor de CONCACAF Champions League.

## Geschiedenis
De Major League Soccer is de meest recente competitie die de sport in Noord-Amerika voet aan de grond moet laten krijgen. De competitie werd in 1994 opgericht na een succesvol bid om het Wereldkampioenschap voetbal 1994 te organiseren in de Verenigde Staten. Sinds 1984 was er geen professionele voetbalcompetitie in het land, nadat de North American Soccer League werd opgeheven. De MLS moest de kwaliteit van het Amerikaanse voetbal en het nationale voetbalelftal van de Verenigde Staten verbeteren. Het eerste seizoen werd in 1996 georganiseerd.
Sinds het professionaliseren van het voetbal is de kwaliteit van de spelers toegenomen. Een aantal spelers heeft de overstap naar Europa gemaakt. Voorbeelden hiervan zijn onder andere Brad Guzan (Aston Villa), Tim Howard (Everton), DeAndre Yedlin (Newcastle United), Matt Miazga (Chelsea), Zack Steffen (Manchester City), Clint Dempsey (Fulham), Christian Pulisic (Borussia Dortmund), Michael Bradley (Borussia Mönchengladbach) en Geoff Cameron (Stoke City) .
Door de investeringen in het voetbal is op het Wereldkampioenschap voetbal 2002 in Japan en Zuid-Korea de kwartfinale gehaald. Dit is de beste prestatie op een eindronde (met uitzondering van het WK van 1930).

## Deelnemende clubs
Laatste update: 5 mei 2025 00:20 (CET)

### Seizoen 2025
| Team                   | Stad                      | Stadion                    | Capaciteit         | Hoofdtrainer             | Opgericht          | Intrede            |
| Eastern Conference     | Eastern Conference        | Eastern Conference         | Eastern Conference | Eastern Conference       | Eastern Conference | Eastern Conference |
| ---------------------- | ------------------------- | -------------------------- | ------------------ | ------------------------ | ------------------ | ------------------ |
| Atlanta United         | Atlanta, Georgia          | Mercedes-Benz Stadium      | 42.500             | Ronny Deila              | 2014               | 2017               |
| Charlotte              | Charlotte, North Carolina | Bank of America Stadium    | 38.000             | Dean Smith               | 2019               | 2022               |
| Chicago Fire           | Chicago, Illinois         | Soldier Field              | 24.995             | Gregg Berhalter          | 1997               | 1998               |
| Cincinnati             | Cincinnati, Ohio          | TQL Stadium                | 26.000             | Pat Noonan               | 2015               | 2019               |
| Columbus Crew          | Columbus, Ohio            | Lower.com Field            | 20.371             | Wilfried Nancy           | 1994               | 1996               |
| D.C. United            | Washington D.C.           | Audi Field                 | 20.000             | Troy Lesesne             | 1995               | 1996               |
| Inter Miami            | Fort Lauderdale, Florida  | Chase Stadium              | 21.550             | Javier Mascherano        | 2018               | 2020               |
| Montréal               | Montreal, Quebec          | Stade Saputo               | 19.619             | Marco Donadel (interim)  | 2010               | 2012               |
| Nashville              | Nashville, Tennessee      | Geodis Park                | 30.000             | B. J. Callaghan          | 2017               | 2020               |
| New England Revolution | Foxborough, Massachusetts | Gillette Stadium           | 20.000             | Caleb Porter             | 1995               | 1996               |
| New York City          | New York, New York        | Yankee Stadium             | 30.321             | Pascal Jansen            | 2013               | 2015               |
| New York Red Bulls     | Harrison, New Jersey      | Sports Illustrated Stadium | 25.000             | Sandro Schwarz           | 1995               | 1996               |
| Orlando City           | Orlando, Florida          | Inter&Co Stadium           | 25.500             | Óscar Pareja             | 2013               | 2015               |
| Philadelphia Union     | Chester, Pennsylvania     | Subaru Park                | 18.500             | Bradley Carnell          | 2008               | 2010               |
| Toronto                | Toronto, Ontario          | BMO Field                  | 28.351             | Robin Fraser             | 2006               | 2007               |
| Western Conference     |                           |                            |                    |                          |                    |                    |
| Austin                 | Austin, Texas             | Q2 Stadium                 | 20.738             | Nico Estévez             | 2019               | 2021               |
| Colorado Rapids        | Commerce City, Colorado   | Dick's Sporting Goods Park | 18.061             | Chris Armas              | 1995               | 1996               |
| Dallas                 | Frisco, Texas             | Toyota Stadium             | 19.096             | Eric Quill               | 1996               | 1996               |
| Houston Dynamo         | Houston, Texas            | Shell Energy Stadium       | 22.039             | Ben Olsen                | 2005               | 2006               |
| LA Galaxy              | Carson, Californië        | Dignity Health Sports Park | 27.000             | Greg Vanney              | 1995               | 1996               |
| Los Angeles            | Los Angeles, Californië   | BMO Stadium                | 22.000             | Steven Cherundolo        | 2014               | 2018               |
| Minnesota United       | Saint Paul, Minnesota     | Allianz Field              | 19.400             | Eric Ramsay              | 2015               | 2017               |
| Portland Timbers       | Portland, Oregon          | Providence Park            | 25.218             | Phil Neville             | 2009               | 2011               |
| Real Salt Lake         | Sandy, Utah               | America First Field        | 20.213             | Pablo Mastroeni          | 2004               | 2005               |
| San Diego              | San Diego, Californië     | Snapdragon Stadium         | 35.000             | Mikey Varas              | 2023               | 2025               |
| San Jose Earthquakes   | San Jose, Californië      | PayPal Park                | 18.000             | Bruce Arena              | 1995               | 1996               |
| Seattle Sounders       | Seattle, Washington       | Lumen Field                | 37.722             | Brian Schmetzer          | 2007               | 2009               |
| Sporting Kansas City   | Kansas City, Kansas       | Children's Mercy Park      | 18.467             | Kerry Zavagnin (interim) | 1995               | 1996               |
| St. Louis City         | St. Louis, Missouri       | Energizer Park             | 22.423             | Olof Mellberg            | 2019               | 2023               |
| Vancouver Whitecaps    | Vancouver, Brits-Columbia | BC Place Stadium           | 22.120             | Jesper Sørensen          | 2009               | 2011               |

### Toekomstige clubs
| Team              | Stad              | Stadion           | Capaciteit        | Hoofdtrainer      | Opgericht         | Intrede           |
| Toekomstige teams | Toekomstige teams | Toekomstige teams | Toekomstige teams | Toekomstige teams | Toekomstige teams | Toekomstige teams |
| ----------------- | ----------------- | ----------------- | ----------------- | ----------------- | ----------------- | ----------------- |
| n.n.b.            |                   |                   |                   |                   |                   |                   |

### Voormalige clubs
| Team             | Stad                     | Stadion               | Capaciteit       | Opgericht        | Intrede          | Opgeheven        |
| Voormalige teams | Voormalige teams         | Voormalige teams      | Voormalige teams | Voormalige teams | Voormalige teams | Voormalige teams |
| ---------------- | ------------------------ | --------------------- | ---------------- | ---------------- | ---------------- | ---------------- |
| Miami Fusion     | Fort Lauderdale, Florida | Lockhart Stadium      | 17.417           | 1997             | 1998             | 2001             |
| Tampa Bay Mutiny | Tampa, Florida           | Raymond James Stadium | 65.657           | 1995             | 1996             | 2001             |
| Chivas USA       | Carson, Californië       | StubHub Center        | 18.800           | 2004             | 2005             | 2014             |

## Competitieopzet
De opzet van deze competitie verschilt ten opzichte van Europese competities. Een aantal kenmerken zijn:
- De MLS functioneert als een eenheid. Dit betekent bijvoorbeeld dat de MLS spelers contracteert in plaats dat de clubs dat zelf doen.
- De competitie is gesplitst in een "Eastern Conference" en een "Western Conference", net zoals in de National Basketball Association (NBA). Na het voltooien van de beide competities volgt er een serie van play-offs om de kampioen te bepalen.
- Een team mag maximaal drie 'Designated Players' op de loonlijst hebben. Deze spelers verdienen een hoger salaris dan de rest van de spelers. Daarnaast drukt hun salaris niet op de 'Salary Cap'. David Beckham was de eerste 'Designated Player' ooit in de Major League Soccer.

De competitie wordt gespeeld met de standaard FIFA-regels.

## Clubprijzen

### MLS Supporters' Shield
De MLS Supporters' Shield wordt jaarlijks uitgereikt aan het team dat het beste heeft gepresteerd in het reguliere seizoen. Degene met de meeste punten in de Eastern of de Western Conference wint de prijs. De huidige kampioen is Inter Miami, dat haar eerste Shield won in 2024. D.C. United en Los Angeles Galaxy delen het record met beide vier titels.

### MLS Cup
Na afloop van het reguliere seizoen wordt er in playoff vorm gestreden om de MLS Cup. De finale wordt gespeeld in november of december tussen de winnaar van de Eastern Conference playoffs en de Western Conference playoffs. Los Angeles Galaxy is de huidige kampioen, nadat het in 2024 New York Red Bulls versloeg in de finale. Los Angeles Galaxy is de recordkampioen met zes eindoverwinningen.

### Leagues Cup
Gedurende het Major League Soccer-seizoen strijden de deelnemende teams met teams uit Liga MX om de Leagues Cup. De eerste editie van het toernooi werd in 2019 gehouden. Columbus Crew won in 2024 en is daardoor de huidige kampioen.

## Individuele prijzen

### MLS Golden Boot
De Major League Soccer Golden Boot is een Amerikaanse voetbalprijs, die in 2005 werd ingesteld. De prijs wordt uitgereikt aan de speler die de meeste doelpunten maakt tijdens het reguliere seizoen. De prijs vervangt de MLS Scoring Champion Award, die was ingevoerd in 1996. Als twee spelers evenveel doelpunten hebben gemaakt dan wint de speler met de meeste assists. De prijs is momenteel gesponsord door Audi.

### Landon Donovan MVP Award
De Landon Donovan MVP Award is een jaarlijkse prijs voor Major League Soccer-spelers. De media, MLS-spelers en het clubmanagement stemmen erover en geven de prijs aan de speler die dat seizoen als de meest waardevolle speler in de competitie wordt beschouwd. De meest recente verkiezing, 2024, is gewonnen door Lionel Messi van Inter Miami. Sinds 2015 heeft de prijs de huidige naam, daarvoor waren er sponsordeals met Honda (1996–2007) en Volkswagen (2007–2014) waardoor de prijs de merknaam droeg.

### Sigi Schmid Coach of the Year Award
De Major League Soccer-hoofdtrainers maken jaarlijks kans op de Sigi Schmid Coach of the Year Award. De winnaar wordt bepaald door stemmen van de MLS-spelers, clubmanagement en de media. Wilfried Nancy is de huidige titelhouder. Voorheen stond de prijs bekend als MLS Coach of the Year, maar deze werd in 2019 vernoemd naar Sigi Schmid, de hoofdtrainer met de meeste overwinningen in het reguliere seizoen van de competitie en tweevoudig prijswinnaar.

## Uitzendrechten

### MLS Season Pass
Sinds het seizoen 2023 worden alle Major League Soccer en Leagues Cup-wedstrijden, evenals een aantal wedstrijden van MLS Next Pro en MLS Next, wereldwijd gestreamd op MLS Season Pass via Apple TV. Deze tienjarige deal beëindigde het vorige regionale systeem.

## Statistieken

### Meeste doelpunten gescoord in één seizoen
| # | club                 | Seizoen | Positie  | Winst | Gelijk | Verlies | Punten | Voor | Tegen | Saldo |
| - | -------------------- | ------- | -------- | ----- | ------ | ------- | ------ | ---- | ----- | ----- |
| 1 | Los Angeles FC       | 2019    | 1 (West) | 21    | 4      | 9       | 72     | 85   | 37    | +48   |
| 1 | Los Angeles Galaxy   | 1998    | 1 (West) | 24    | 0      | 8       | 68     | 85   | 44    | +41   |
| 3 | DC United            | 1998    | 1 (Oost) | 24    | 0      | 8       | 58     | 74   | 48    | +26   |
| 3 | Toronto FC           | 2017    | 1 (Oost) | 20    | 9      | 5       | 69     | 74   | 37    | +37   |
| 5 | San Jose Earthquakes | 2012    | 1 (West) | 19    | 9      | 6       | 66     | 72   | 43    | +29   |

### Meeste tegendoelpunten in één seizoen
| # | club                 | Seizoen | Positie   | Winst | Gelijk | Verlies | Punten | Voor | Tegen | Saldo |
| - | -------------------- | ------- | --------- | ----- | ------ | ------- | ------ | ---- | ----- | ----- |
| 1 | FC Cincinnati        | 2019    | 12 (Oost) | 6     | 22     | 6       | 24     | 31   | 75    | −44   |
| 2 | Orlando City SC      | 2018    | 11 (Oost) | 8     | 22     | 4       | 28     | 43   | 74    | −31   |
| 3 | Minnesota United FC  | 2018    | 10 (West) | 11    | 20     | 3       | 36     | 49   | 71    | −22   |
| 3 | San Jose Earthquakes | 2018    | 12 (West) | 4     | 21     | 9       | 21     | 49   | 71    | −22   |
| 5 | Minnesota United FC  | 2017    | 9 (West)  | 10    | 18     | 6       | 36     | 47   | 70    | −23   |

### Meeste punten in één seizoen
| # | club                 | Seizoen | Positie  | Winst | Gelijk | Verlies | Punten | Voor | Tegen | Saldo |
| - | -------------------- | ------- | -------- | ----- | ------ | ------- | ------ | ---- | ----- | ----- |
| 1 | Los Angeles FC       | 2019    | 1 (West) | 21    | 4      | 9       | 72     | 85   | 37    | +48   |
| 2 | New York Red Bulls   | 2018    | 1 (Oost) | 22    | 5      | 7       | 71     | 62   | 33    | +29   |
| 3 | Toronto FC           | 2017    | 1 (Oost) | 20    | 9      | 5       | 69     | 74   | 37    | +37   |
| 3 | Atlanta United FC    | 2018    | 2 (Oost) | 21    | 6      | 7       | 69     | 70   | 44    | +26   |
| 5 | Los Angeles Galaxy   | 1998    | 1 (West) | 24    | 0      | 8       | 68     | 85   | 44    | +41   |
| 6 | Los Angeles Galaxy   | 2011    | 1 (West) | 19    | 10     | 5       | 67     | 48   | 28    | +20   |
| 7 | San Jose Earthquakes | 2012    | 1 (West) | 19    | 9      | 6       | 66     | 72   | 43    | +29   |
| 8 | San Jose Earthquakes | 2005    | 1 (West) | 18    | 4      | 10      | 64     | 53   | 31    | +22   |
| 8 | Seattle Sounders     | 2014    | 1 (West) | 20    | 4      | 10      | 64     | 65   | 50    | +15   |
| 8 | New York City FC     | 2019    | 1 (Oost) | 18    | 6      | 10      | 64     | 63   | 42    | +21   |

## Nederlanders in de MLS
Spelers/trainers, waarvan de naam vetgedrukt staat, zijn nog actief in de MLS. Laatste update: 8 december 2024, 20:45.

### Spelers
| Vlag van Nederland        | Roland    | Alberg        | Philadelphia Union (2016–2017)                                            |
| Vlag van Nederland        | Dave      | van den Bergh | Kansas City Wizards (2006), New York Red Bulls (2007–2008), Dallas (2009) |
| Vlag van Nederland        | Alexander | Büttner       | New England Revolution (2020)                                             |
| Vlag van Nederland        | Geoffrey  | Castillion    | New England Revolution (2014)                                             |
| Vlag van Nederland        | Rachid    | El Khalifi    | Real Salt Lake (2009)                                                     |
| Vlag van Nederland        | John      | Goossens      | Chicago Fire (2016–2018)                                                  |
| Vlag van Nederland        | Edwin     | Gorter        | New England Revolution (1998–1999), Miami Fusion (1999)                   |
| Vlag van Nederland        | Edwin     | Gyasi         | Dallas (2019)                                                             |
| Vlag van Nederland        | Danny     | Hoesen        | San Jose Earthquakes (2017–2020), Austin (2021–2022)                      |
| Vlag van Nederland        | Collins   | John          | Chicago Fire (2010)                                                       |
| Vlag van Nederland        | Nigel     | de Jong       | LA Galaxy (2016)                                                          |
| Vlag van Nederland        | Siem      | de Jong       | Cincinnati (2020)                                                         |
| Vlag van Nederland        | Johan     | Kappelhof     | Chicago Fire (2016–2021), Real Salt Lake (2022)                           |
| Vlag van Nederland        | Danny     | Koevermans    | Toronto (2011–2013)                                                       |
| Vlag van Nederland        | Kelvin    | Leerdam       | Seattle Sounders (2017–2020), Inter Miami (2021), LA Galaxy (2022–2023)   |
| Vlag van Nederland        | Michael   | de Leeuw      | Chicago Fire (2016–2018)                                                  |
| Vlag van Nederland        | Jürgen    | Locadia       | Cincinnati (2020–2021)                                                    |
| Vlag van Nederland        | Sherjill  | Mac-Donald    | Chicago Fire (2012–2013)                                                  |
| Vlag van Nederland        | Nick      | Marsman       | Inter Miami (2021–2023)                                                   |
| Vlag van Curaçao          | Javier    | Martina       | Toronto (2011)                                                            |
| Vlag van Indonesië        | Maarten   | Paes          | Dallas (2022–)                                                            |
| Vlag van Nederland        | Nigel     | Robertha      | D.C. United (2021–2023)                                                   |
| Vlag van Curaçao          | Eloy      | Room          | Columbus Crew (2019–2023)                                                 |
| Vlag van Nederland        | Victor    | Sikora        | Dallas (2008–2009)                                                        |
| Vlag van Nederland        | Nick      | Soolsma       | Toronto (2011–2012)                                                       |
| Vlag van Verenigde Staten | Earnest   | Stewart       | D.C. United (2003–2004)                                                   |
| Vlag van Nederland        | Kenneth   | Vermeer       | Los Angeles (2020–2021), Cincinnati (2021–2023)                           |
| Vlag van Nederland        | Raimo     | de Vries      | Colorado Rapids (1996)                                                    |
| Vlag van Nederland        | Silvester | van der Water | Orlando City (2021–2022)                                                  |
| Vlag van Nederland        | Ronald    | Waterreus     | New York Red Bulls (2007)                                                 |
| Vlag van Nederland        | Maikel    | van der Werff | Cincinnati (2019–2021)                                                    |
| Vlag van Nederland        | Gregory   | van der Wiel  | Toronto (2018–2019)                                                       |
| Vlag van Nederland        | Giliano   | Wijnaldum     | Philadelphia Union (2017)                                                 |
| Vlag van Nederland        | Sem       | de Wit        | Vancouver Whitecaps (2017), Cincinnati (2017–2018)                        |
| Vlag van Nederland        | Vito      | Wormgoor      | Columbus Crew (2020–2021)                                                 |

### Trainers
| Vlag van Nederland | Said    | Bakkati      | Cincinnati (as, 2020–2021)                                                                              |
| Vlag van Nederland | Frank   | de Boer      | Atlanta United (2019–2020)                                                                              |
| Vlag van Nederland | Ivar    | van Dinteren | Cincinnati (as, 2019–2020)                                                                              |
| Vlag van Nederland | Ruud    | Gullit       | LA Galaxy (2007–2008)                                                                                   |
| Vlag van Nederland | Ron     | Jans         | Cincinnati (2019–2020)                                                                                  |
| Vlag van Nederland | Pascal  | Jansen       | New York City (2025–)                                                                                   |
| Vlag van Nederland | Robert  | Maaskant     | Columbus Crew (as, 2014)                                                                                |
| Vlag van Nederland | Thomas  | Rongen       | Tampa Bay Mutiny (1996), New England Revolution (1997–1998), D.C. United (1999–2001), Chivas USA (2005) |
| Vlag van Nederland | Jaap    | Stam         | Cincinnati (2020–2021)                                                                                  |
| Vlag van Nederland | Orlando | Trustfull    | Atlanta United (as, 2019–2020)                                                                          |
| Vlag van Nederland | Hans    | Westerhof    | Chivas USA (2005)                                                                                       |
| Vlag van Nederland | Aron    | Winter       | Toronto (2011–2012)                                                                                     |

### Bestuurders
| Vlag van Nederland        | Dennis  | te Kloese | Chivas USA (sd, 2005–2008), LA Galaxy (gm, 2018–2022) |
| Vlag van Nederland        | Gerard  | Nijkamp   | Cincinnati (gm, 2019–2021)                            |
| Vlag van Verenigde Staten | Earnest | Stewart   | Philadelphia Union (td, 2015–2018)                    |